# تريفور بليك
تريفور بليك (13 مارس 1937 - 23 أغسطس 2004) (بالإنجليزية: Trevor Blake)‏ هو لاعب كريكت نيوزلندي. شارك في الألعاب الأولمبية الصيفية 1964.

## وصلات خارجية
- تريفور بليك على موقع أوليمبيديا (الإنجليزية)
- تريفور بليك على موقع اللجنة الأولمبية النيوزيلندية (الإنجليزية)